# Los Alcores

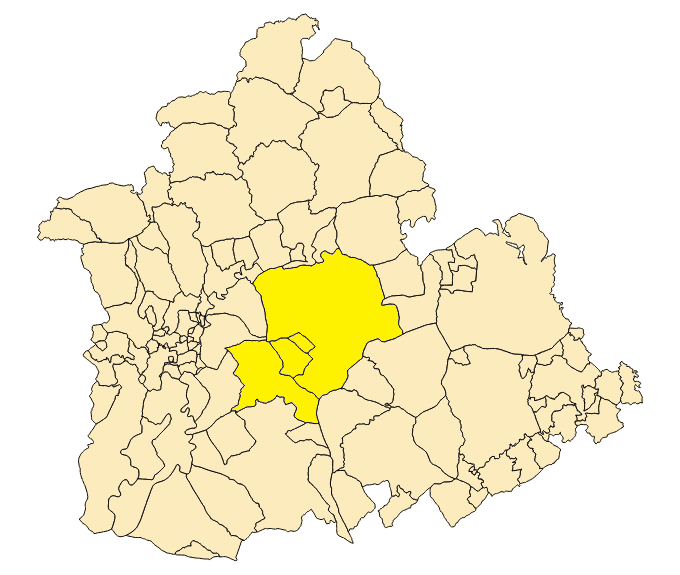
Mapa Comarca Los Alcores

Los Alcores (plural de «alcor», que significa colina o collado, procedente del árabe «Al-qúll») constituyen una elevación en forma de meseta inclinada de poca altura que se levanta en medio de la Depresión del Guadalquivir, en la provincia de Sevilla y a muy pocos kilómetros al este de la capital. Los términos municipales de aquellas localidades que se sitúan sobre Los Alcores son (Carmona, El Viso del Alcor, Mairena del Alcor y Alcalá de Guadaíra) abarcan también a su vez a otras unidades paisajísticas o geológicas de naturaleza y características diferentes, como la Campiña de Sevilla, la vega del Guadaíra, la vega del Corbones o la vega del Guadalquivir. La parte más baja de la comarca es de secano en minifundio  mientras que la parte más elevada de regadío en latifundio.
La comarca de Los Alcores cuenta con una vía verde que tiene como recorrido el mítico tren de los panaderos con una longitud de 25 kilómetros que recorre desde el municipio de Alcalá de Guadaíra hasta Carmona.

## Municipios
| Municipio          | Población | Superficie | Densidad |
| ------------------ | --------- | ---------- | -------- |
| Alcalá de Guadaíra | 75 080    | 287        | 261,42   |
| Carmona            | 28 595    | 924        | 31,07    |
| Mairena del Alcor  | 23 047    | 69         | 321,96   |
| El Viso del Alcor  | 19 168    | 20,4       | 937,21   |

## Contexto geográfico
Los Alcores son una formación terciaria de estructura triangular que discurre en dirección noreste-suroeste, entre las poblaciones de Carmona y Alcalá de Guadaíra, alcanzando en la primera de ellas su máxima elevación (257 m s. n. m.) y menor anchura (2 km). La vertiente norte es una llanura con suaves ondulaciones hacia el valle del Guadalquivir, con cotas que varían entre los 40 y 100 m s. n. m. La vertiente sur es un talud pronunciado, más escarpado en la zona de Carmona que en el resto de Los Alcores. Esta formación aparece delimitada por su lado norte por los depósitos aluviales del Guadalquivir que forman las terrazas, por la llanura aluvial del Corbones, al este, la Vega, al sur y el Guadaíra, al oeste.
Las distintas capas geológicas que componen Los Alcores constituyen una importante fuente de materias primas. En la base de esta formación se encuentran margas azules y grises que se han utilizado tradicionalmente en alfarería.
En la superficie, afloran las calcarenitas que determinan la configuración física y estructural de esta región; son calizas detríticas que se presentan como un conglomerado de restos fósiles muy fragmentados unidos con cemento calcáreo. La porosidad de esta roca permite la filtración de las aguas creando un manto freático importante cuya profundidad y espesor varían según las zonas. Las calcoarenitas se han explotado siempre como canteras para materiales de construcción, tanto piedra como la tierra denominada albero. La descomposición de las calcarenitas da suelos de escasa profundidad, fácilmente erosionables y de productividad moderada.
La vegetación natural de Los Alcores ha sido substituida, de una parte, por cultivos de cítricos, de olivar y de labor intensiva, y de otra por pastizales para la alimentación de la cabaña ganadera. Sin embargo quedan algunos reductos con un alto grado de naturalidad, como el Cerro del Toruño, donde persisten las formaciones vegetales originarias de acebuchar, encinar-alcornocal y palmitar, o el bosque de ribera asociado al cauce del Guadaíra. La composición calcarenítica de Los Alcores hace que se comporten como una isla edáfica enteramente rodeada por las arcillas del Valle del Guadalquivir. Su naturaleza caliza permite que se desarrollen especies de las cercanas serranías béticas, pero también, llamativamente, la descomposición de la roca en arenas proporciona el hábitat necesario para que crezcan especies de los arenales litorales.

## Conflicto con el AVE
El motivo es el desacuerdo en la confección del trazado de las vías del tren de alta velocidad que va a unir las ciudades de Sevilla y Málaga. Este recorrido cruza de pleno la zona alcoreña, mediante un túnel subterráneo, principalmente el término municipal de El Viso del Alcor. El problema radica en que esta zona situada al este de la capital hispalense tiene una vegetación, una fauna y unas características geológicas muy particulares. También contiene un gran acuífero subterráneo, en grave riesgo de desaparición, que es la base de sostenibilidad de numerosos cultivos en estos pueblos y sus alrededores. Al final el proyecto fue cambiado para quitar el túnel bajo esta comarca, ya que para evitar el sobrecoste de la obra, se ha optado por llevarlo hasta Utrera y desde ahí continuar hacia Marchena adaptando a las ruedas de este tren las vías de una antigua red desde Santa Justa hasta Antequera.[¿cuándo?][cita requerida]